# Agrilus navarrei
Agrilus navarrei é uma espécie de inseto do género Agrilus, família Buprestidae, ordem Coleoptera.
Foi descrita cientificamente por Baudon, em 1965.